# Singiloncshon állomás
Singiloncshon (Singiloncheon) állomás a szöuli metró 4-es vonalának állomása; Anszan (Ansan) városában található. Nevéhez azért került a meleg vizű fürdőt jelölő oncshon (oncheon) utótag, hogy elkerüljék a kavarodást az 1-es és 5-ös metró hasonló nevű állomásával, a közelben azonban nincs fürdő.

## Viszonylatok
| 4-es vonal                               | 4-es vonal                | 4-es vonal                      |
| ---------------------------------------- | ------------------------- | ------------------------------- |
| Anszan (Ansan) Tanggoge (Danggogae) felé | személy- és expresszvonat | Csongvang (Jeongwang) Oido felé |